# Mare Humorum
Mare Humorum (łac. Morze Wilgoci) – morze księżycowe znajdujące się po widocznej stronie Księżyca, w pobliżu Mare Nubium. Jego średnica równa jest 389 km.